# APc-21 (小型沿岸輸送艦)
APc-21 (USS APc-21) はアメリカ海軍の艦艇。APc-1級小型沿岸輸送艦の一隻。
1942年5月24日に沿岸掃海艇「AMc-173」として起工、1942年9月2日に進水し、1943年2月27日に「APc-21」として就役した。
ニューブリテン島アラウェへの上陸作戦に参加し、1943年12月17日にアラウェ沖で日本軍機の攻撃を受けて爆弾が命中し4分で沈没した。沈没位置は南緯6度15分、東経149度1分。この日、日本軍は艦爆12機と零戦55機がマーカス岬沖の船団攻撃を行っている。

## 要目
- 排水量：軽荷100英トン(102 t)、満載234英トン(238 t)
- 全長：103フィート (31 m)
- 全幅：21フィート3インチ (6.48 m)
- 速力：10ノット
- 乗員：25
- 兵装：20mm機銃4